# Prosopanche
Prosopanche es un género de plantas parásitas perteneciente a la familia Hydnoraceae. Es originario de América central y meridional. Comprende 8 especies descritas y de estas, solo 3 aceptadas.

## Taxonomía
El género fue descrito por Anton de Bary y publicado en Abhandlungen der Naturforschenden Gesellschaft zu Halle 10: 267. 1868.

## Especies aceptadas
A continuación se brinda un listado de las especies del género Prosopanche aceptadas hasta mayo de 2014, ordenadas alfabéticamente. Para cada una se indica el nombre binomial seguido del autor, abreviado según las convenciones y usos. 
- Prosopanche americana (R.Br.) Baill.
- Prosopanche bonacinae Speg.
- Prosopanche costaricensis L.D.Gómez & Gómez-Laur.